# Association sportive mâconnaise
Pour les articles homonymes, voir ASM.
Maillots
Actualités
L'Association sportive mâconnaise (ASM) est un club de rugby à XV français basé à Mâcon, en Saône-et-Loire.
Il évolue en 2023-2024 en Nationale 2.

## Historique
En 2022, le club accède à la Nationale 2.

## Identité visuelle

### Couleurs et maillots
Les couleurs du club sont le bleu et le rouge.

### Logo

Évolution du logo
Logo avant 2012.
Logo de 2014 à 2017.
Logo actuel.

## Parcours
- 1909 : Création du club

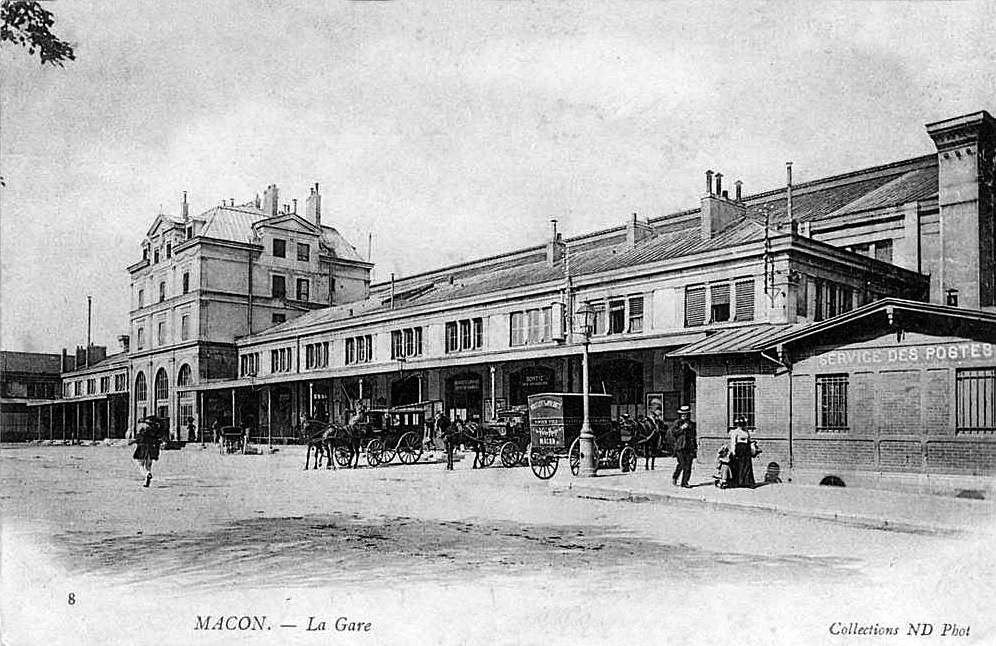
Mâcon au siècle dernier.

- 1925/1926 : Champion de Bourgogne de 2e série
- 1929/1930 : Finaliste 2e série
- 1955/1956 : Montée en excellence B ou 2e division
- 1959/1960 : 8e de finale 3e division
- 1962/1963 : ¼ de finale 3e division
- 1965/1966 : ¼ de finale. Montée en 2e division
- 1978/1979 : ¼ de finale. Montée en 2e division
- 1986/1987 : ¼ de finale. Montée en 1re division
- 1991/1992 : Montée en 1re division - Fédérale 1
- 1997/1998 : 1/8 de finale. Montée en 1re division - Fédérale 1
- 2008/2009 : Vainqueur du challenge Leydier
- 8 mai 2009 : Fête des 100 ans du club
- 2009/2010 : Montée en Fédérale 1
- 2010/2011 : 7e de poule - Maintien en Fédérale 1
- 2011/2012 : 4e de poule - Play-off : 8e de finale de Fédérale 1 défaite contre Colomiers (6-25 et 11-16)
- 2012/2013 : 3e de poule - Play-off : 8e de finale de Fédérale 1 , défaite contre Nevers (14-27 et 10-16)
- 2013/2014 : 1re de poule - Play-off : Quart de finale de Fédérale 1 , défaite contre Lille (15-20 et 12-16)
- 2014/2015 : 5e de poule en Fédérale 1
- 2015/2016 : 6e de poule en Fédérale 1

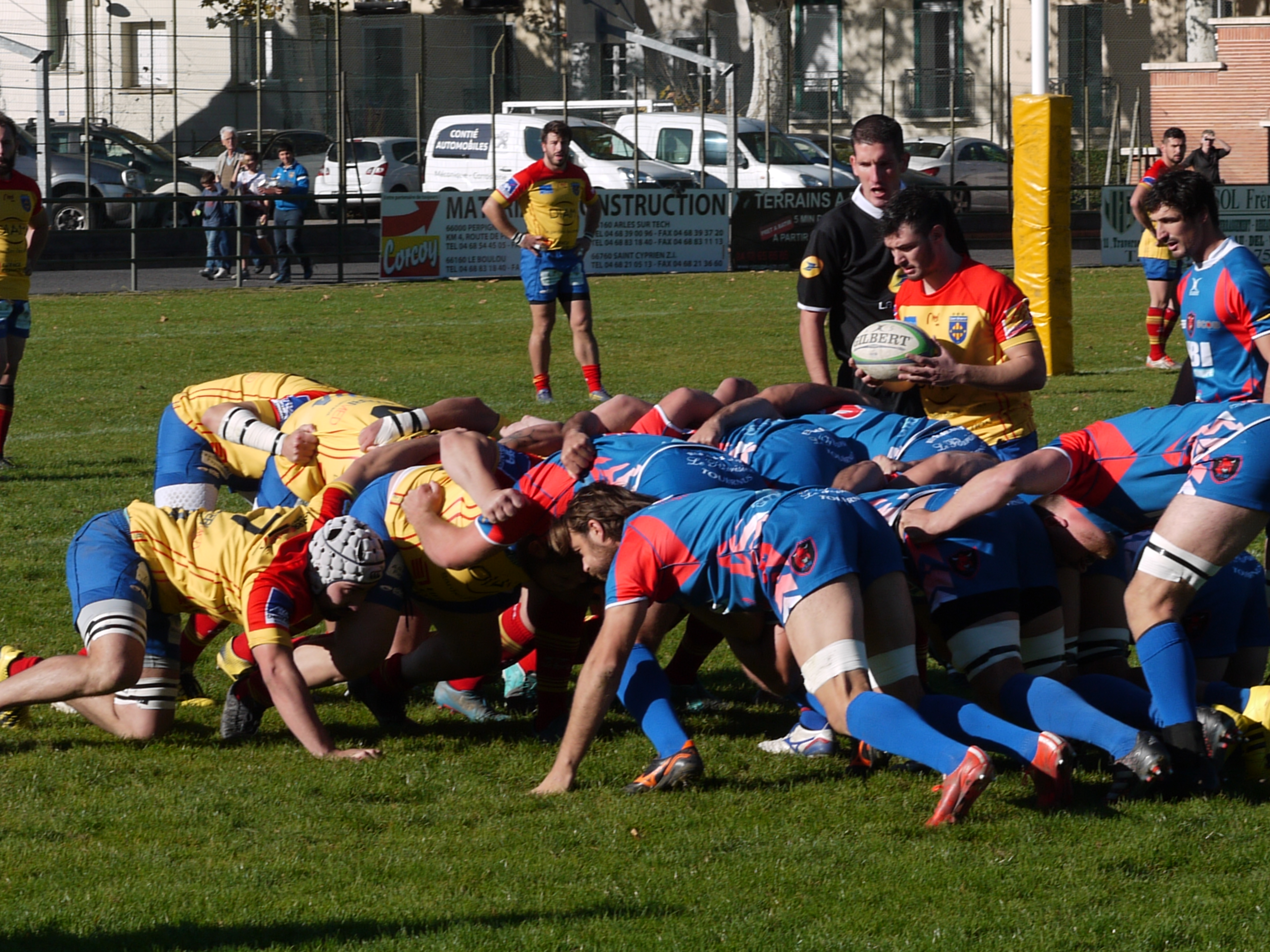
L'AS Mâcon contre le Céret sportif en 2017.

- 2016/2017 : 2e de la poule 4 de Fédérale 1 et finaliste du Trophée Jean Prat

- 2017-2018 : 1er de la poule 4 de Fédérale 1
- 2018-2019 : 5e de la poule 4 de Fédérale 1 et vainqueur du challenge Yves-du-Manoir
- 2019-2020 : 8e de la poule 1 de Fédérale 1
- 2020-2021 : 2e de la poule 2 de Fédérale 1
- 2021-2022 : 8e de finale de Fédérale 1, défaite face à Nîmes
- 2022-2023 : Poule 1 de Nationale 2

## Palmarès
- Champion de Bourgogne de 2e série 1926
- Finaliste du Championnat de France 2e série 1930
- Finaliste du trophée Jean Prat contre Rouen en 2017 (15-29 à Oyonnax)
- Vainqueur du challenge Yves-du-Manoir contre US Cognac en 2019

## Structures

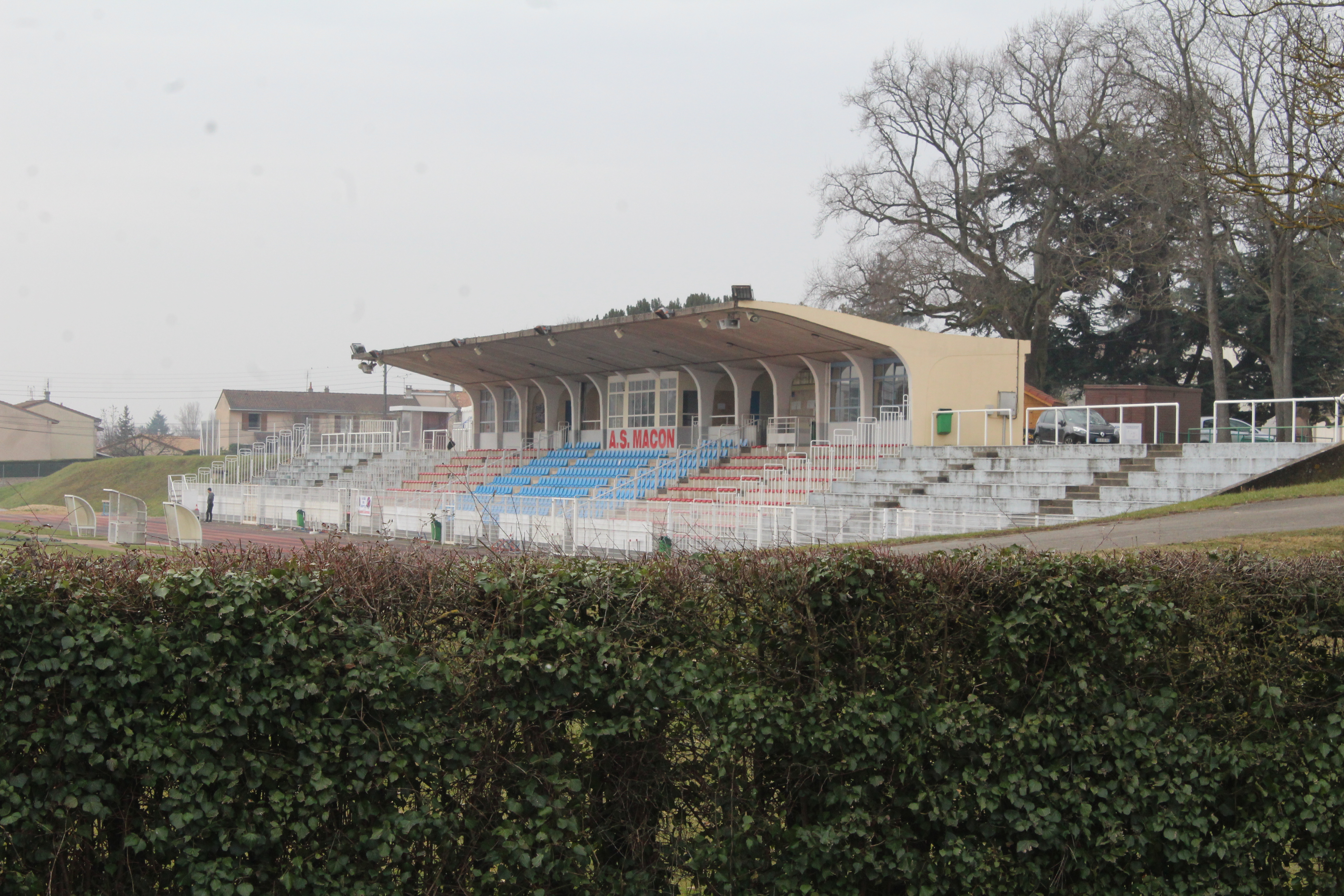
Tribunes du stade Vanier.

Le club évolue au stade Émile-Vanier.
Record d'affluence[réf. nécessaire] :
- 6 mars 2011 contre l'US bressane : 4 000 spectateurs